# ブロントスコルピオ
ブロントスコルピオ（学名：Brontoscorpio）は、鋏の局部のみが発見され、巨大なサソリと思われる化石節足動物の一属。イギリスで見つかり、古生代デボン紀に生息した Brontoscorpio anglicus という1種のみ知られている。

## 発見と同定
ブロントスコルピオの唯一の化石標本「In31405」は、基部が太く、先端ほど尖りながら湾曲した硬質の構造体であり、イギリスのウスターシャー州、トリンプリーのシルル紀末期 - デボン紀前期の地層から発見された。この化石はキチン質の外骨格と基部の関節構造によって、明らかに脊椎動物の骨ではなく、節足動物の鋏に由来する可動指であることが分かる。 
最初に発見される頃ではダイオウウミサソリ科（強大な鋏角を特徴とするウミサソリ類の分類群）の鋏角に由来する可動指と考えられていたが、この可動指はその分類群において特徴的な歯を欠き、代わりにサソリの触肢の可動指において特徴的な湾曲構造やこぶがあるため、Kjellesvig-Waering 1972 によってサソリの右触肢に由来する可動指と判断された。また、この可動指は他のサソリに見られない独自の特徴もあるため、新属新種のサソリ Brontoscorpio anglicus として記載されており、可動指の基部は三角形で1つの関節丘のみをもつことと、内縁に大きく丸いこぶが分厚く並んでいることが同定形質として定義される。なお、サソリの中でブロントスコルピオの分類学的位置は未定（incertae sedis）である。

## 大きさ
既知唯一の可動指の化石である In31405 は全長9.75cmだが、先端はやや欠損しているため、元々は10cmほどであったと考えられる。可動指の形に基づいて、ブロントスコルピオのそれと体長の比率はVaejovis属の現生サソリに近いと考えられた。Williams 1970 に記載される現生サソリの比率に基づいて換算すると、ブロントスコルピオの体長（背甲の前端から尾節の基部まで）は雌雄それぞれ91.5cmと94cmに及ぶと推測され、記載がなされる頃においては発見史上最大のサソリとなる。 

## 生態
その巨体に加えて、化石も水棲動物であるウミサソリや魚類を多く含んでいる堆積層から発見されるため、おそらく水棲で、ウミサソリのように鰓で呼吸していたと推測される。